# Rudolf Otto Franke
Rudolf Otto Franke (* 24. Juni 1862 in Wickerode; † 5. Februar 1928 in Königsberg) war ein deutscher Indologe.
Franke besuchte zunächst auf vier Jahre die Volksschule in Questenberg und wechselte von dort an die Latina in Halle, an der Saale, wonach sich nach dem dort absolvierten Abitur ein Studium klassischer, deutscher und indischer Philologie an den Universitäten Göttingen und Bonn anschloss. 1885 wurde er in Göttingen promoviert und 1890 in Berlin habilitiert. Danach wurde er dort Privatdozent. 1896 nahm er den Ruf der Universität Königsberg für das Fach Sanskritwissenschaft als Extraordinarius an. Ab 1921 war er ordentlicher Professor. Franke wirkte bis 1928 an der Königsberger Albertina-Universität.

## Schriften
- Hemacandra’s Lingânuçâsana mit Commentar und Uebersetzung. Dieterich, Göttingen 1886 (Dissertation, Universität Göttingen, 1886).
- Die indischen Genuslehren. Mit dem Text der Lin̄gânuçâsana’s, des Çâkaṭâyana, Harṣavardhana, Vararuci, nebst Auszügen aus den Commentaren des Yakṣavarman (zu Ç.) und des Çabarasvâmin (zu H.) und mit einem Anhang über die indischen Namen. Haeseler, Kiel 1890.
- Pāli und Sanskrit in ihrem historischen und geographischen Verhältnis auf Grund der Inschriften und Münzen. Trübner, Straßburg 1902.
- Geschichte und Kritik der einheimischen Paligrammatik und -lexikographie. Trübner, Straßburg 1902.
- Dhamma-Worte. Dhammapada des südbuddhistischen Kanons. Verdeutscht von R. Otto Franke mit einer Skizze der Buddhalehre des Werkes als Einleitung. Diederichs, Jena 1923